# Åmåls hembygdsmuseum
Åmåls hembygdsmuseum är ett lokalt museum i Åmål.
Åmåls hembygdsmuseum drivs av Åmålsortens hembygdsförening och ligger i ett tidigare magasin från 1700-talet vid hamnen i Åmål.
I museet finns bland annat interiörer från ett konditori och från en läkarmottagning från 1930-talet.